# Myszor sundajski
Myszor sundajski (Maxomys whiteheadi) – gatunek ssaka z podrodziny myszy (Murinae) w obrębie rodziny myszowatych (Muridae). Występuje w Azji Południowo-Wschodniej; według IUCN jest narażony na wyginięcie.

## Rozmieszczenie geograficzne
Myszor sundajski występuje w południowo-wschodniej Azji zamieszkując południową, półwyspową część Tajlandii (na południe od przesmyku Kra), Półwysep Malajski, Sumatrę, Borneo i niektóre wyspy u północnych wybrzeży Borneo.

## Taksonomia
Gatunek po raz pierwszy zgodnie z zasadami nazewnictwa binominalnego opisał w 1894 roku angielski zoolog Oldfield Thomas umieszczając nowo opisany gatunek w rodzaju Mus i nadając mu epitet gatunkowy whiteheadi. Opis ukazał się w czasopiśmie The Annals and magazine of natural history w artykule zatytułowanym „Wstępna rewizja gatunków borneańskich z rodzaju Mus”. Miejsce typowe to góra Kinabalu, Sabah, północne Borneo, Tajlandia. Holotyp to samica (sygnatura 1895.10.4.32) ze zbiorów Muzeum Historii Naturalnej w Londynie; została odłowiona 18 marca 1888 roku na wysokości 3000 ft (914 m) przez Johna Whiteheada.
Maxomys whiteheadi tworzy klad z M. hylomyoides i M. musschenbroekii oraz wcześniej obejmował okazy które zostały w 2012 roku opisane jako nowy gatunek – M. tajuddinii. Ostatnie badania wykazały znaczną zmienność genetyczną, co być może sugerować istnienie w obrębie M. whiteheadi wiele podgatunków lub nawet odrębnych gatunków; zachodzi potrzeba przeprowadzenia dodatkowych badań.
Autorzy Illustrated Checklist of the Mammals of the World uznają ten gatunek za monotypowy.

### Etymologia
- Maxomys: Max Eduard Gottlieb Bartels (1871–1936), holenderski kierownik plantacji herbaty, przyrodnik na Jawie w latach 1895–1936; gr. μυς mus, μυος muos ‘mysz’[50].
- whiteheadi: John Whitehead (1860–1899), angielski odkrywca, kolekcjoner z Borneo w latach 1885–1888, Filipin w latach 1893–1896 i z Hajnanu (Chiny) w 1899 roku[51][52].

## Morfologia
Długość ciała (bez ogona) 100–126 mm, długość ogona 88–108 mm, długość ucha 15–18 mm, długość tylnej stopy 22–30 mm; masa ciała 35–80 g. Myszor sundajski jest małym szczurem, którego cechuje krótkie i kolczaste futro. Włosy na grzbiecie są ciemnorudobrązowe lub mocno ciemnobrązowe, jaśniejsze na bokach i ciemniejsze na grzbiecie, z szarym podszerstkiem i rozległymi sztywnymi kolcami na całej jego długości. Brzuch jest koloru od szarego do pomarańczowoszarego, z szarym podszerstkiem i pomarańczowymi płowymi końcówkami, delikatniejszymi kolcami i nie jest ostro odgraniczony od grzbietu. Każde oko jest otoczone ciemną obwódką. Uszy są stosunkowo długie i brązowoszare; włosy czuciowe również są długie i ciemne. Łapy są koloru białego, długie i wąskie; tylna stopa ma zwykle pięć opuszek kończynowych; bardzo rzadko występuje mała zewnętrzna opuszka śródstopia. Ogon stanowi 85–90% długości głowy i ciała, i jest dwukolorowy, ciemnobrązowoczarny u góry oraz biały u dołu, i na końcu nagi. Czaszka ma małe guzki i krótki otwór podniebienny. Myszor sundajski posiada cztery pary gruczołów mlekowych: jedna piersiowa, jedna pozapachowa i dwie pachwinowe. 

### Genetyka
Diploidalna liczba chromosomów wynosi 2n=36 , przy czym liczba fundamentalna u samic wynosi 72 natomiast u samców 71. Występuje osiem par chromosomów metacentrycznych i dziewięć par chromosomów submetacentrycznych, chromosom X jest metacentryczny, natomiast chromosom Y akrocentryczny.

## Ekologia

### Siedlisko, aktywność dobowa i organizacja społeczna
Myszor sundajski zamieszkuje lasy pierwotne i wtórne, zwykle położone w nizinnych regionach i z wysokimi drzewami, na wysokości do 2100 m n.p.m.. Myszora sundajskiego można spotkać na polach ryżowych otoczonych lasem, w lasach namorzynowych, w zniszczonych siedliskach, na plantacjach i obszarach bogatych w olejowce gwinejskie. Jest gatunkiem nocnym i lądowym, gniazda buduje w norach znajdujących na ziemi. Na Borneo areał osobniczy wynosił 200–1400 m² (średnio 644,4 m²), przy czym areał osobniczy samic był większy (675 m²) niż u samców (400 m²). Areały osobnicze rzadko się ze sobą pokrywają, ale gdy już zachodzi taka sytuacja, to zwykle dotyczy to areałów samca i samicy, a nie osobników tej samej płci. Areały osobnicze myszora sundajskiego i sympatrycznego myszora królewskiego (M. rajah) w znacznym stopniu się pokrywają. Populacje wahają się od bardzo powszechnych do bardzo rzadkich w różnych latach, będąc mniej licznymi gdy następują okresy suszy. Zagęszczenie myszora sundajskiego jest niskie (powyżej 1 osobnika na hektar) na polach ryżowych, ale nadal jest on bardziej powszechny niż większość innych gryzoni tam występujących. Jest mniej liczny w siedliskach wyspiarskich niż tych kontynentalnych.

### Pożywienie
Myszor sundajski jest wszystkożerny, zjadając mrówki, inne owady oraz różnorodną roślinność. Dwa osobniki trzymane w niewoli zjadały owoce Neoscortechinia forbesii (Euphorbiaceae), Lithocarpus gracillus (Fagaceae) oraz Parashorea malaanonan, Shoreafallax, Shorea leprosula i S. parvifolia (wszystkie Dipterocarpaceae); natomiast nie spożywały Dryobalanops (Dipterocarpaceae), Aglaia (Meliaceae), różnych Ficus (Moraceae) i Tetrastigma (Vitaceae). Nasiona Lithocarpus zostały zakopane pod liśćmi w klatce. 

### Rozród
Myszor rozmnaża się w monogamicznych parach, które dzielą część swoich terytoriów. Nie występują znaczące sezonowe zmiany w aktywności rozrodczej. Wielkość miotu wynosi od 1 do 6 osobników (średnio 3 (n=57)). Uważa się, że przeciętnie osobniki przeżywają około 3,5 miesiąca na wolności. Brak innych informacji na temat rozrodu, wychowu młodych czy dojrzewaniu. 

### Interakcje z innymi gatunkami
U myszora sundajskiego odnotowano występowanie różnych nicieni (Nippostrongylus smalesae, Heligmonoides bulbosus i Syphacia maxomyos), roztoczy (Radfordia selangorensis) oraz pcheł (Laelaps sanguisugus, L. sculpturala i L. aingworthae).

## Status zagrożenia
W Czerwonej księdze gatunków zagrożonych Międzynarodowej Unii Ochrony Przyrody i Jej Zasobów został zaliczony do kategorii VU (ang. vulnerable ‘narażony’). Myszor sundajski ma szeroki zasięg występowania i występuje w licznych obszarach chronionych, w tym w Parku Narodowym Kinabalu, parkach stanowych Gunung Stong i Wang Kelian w Malezji. Na niektórych obszarach jest to najpowszechniejszy gatunek gryzoni. Przewiduje się, że w ciągu ostatnich dziesięciu lat populacja zmniejszyła się o ponad 30% na podstawie tempa wylesiania jego siedlisk w obrębie jego rozmieszczenia geograficznego, szczególnie na nizinach Sumatry i Borneo. Jednak niewiele wiadomo o populacji tego gatunku.